# Tienda de raya

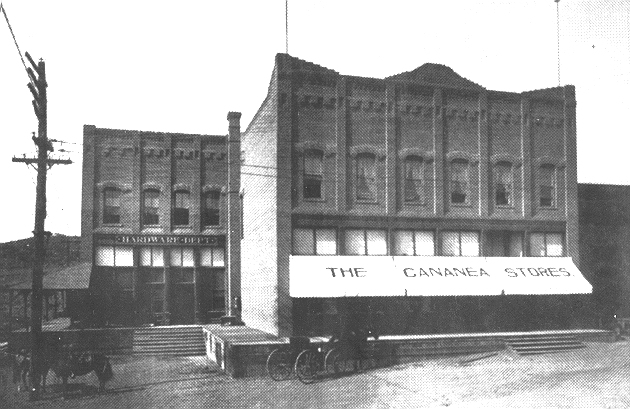
Tiendas de raya de la Cananea Consolidated Copper Company, construidas en Cananea en 1901.

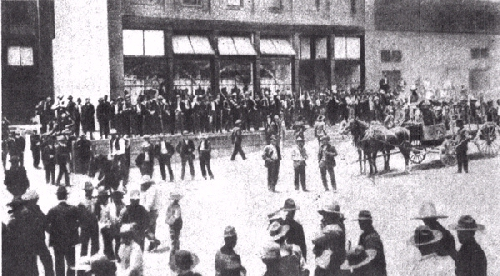
Tienda de raya custodiada por soldados estadounidenses durante la Huelga de Cananea en 1906.

La tienda de raya era un establecimiento de crédito para el abasto básico, ubicada junto a las fábricas o haciendas y donde los obreros o campesinos eran obligados a realizar sus compras. En México se conocieron como tiendas de raya, pues la gran mayoría de los trabajadores eran analfabetos y en el libro de registro de pago de nómina ponían una raya en lugar de su firma.
Las tiendas de raya en México, que no se diferenciaban de las de sus similares en otros países como Estados Unidos, Inglaterra o Francia, tuvieron auge a finales del siglo XIX y principios del XX durante el gobierno de Porfirio Díaz, quien dio amplias concesiones a empresarios y hacendados, nacionales y extranjeros, para explotar los recursos naturales.

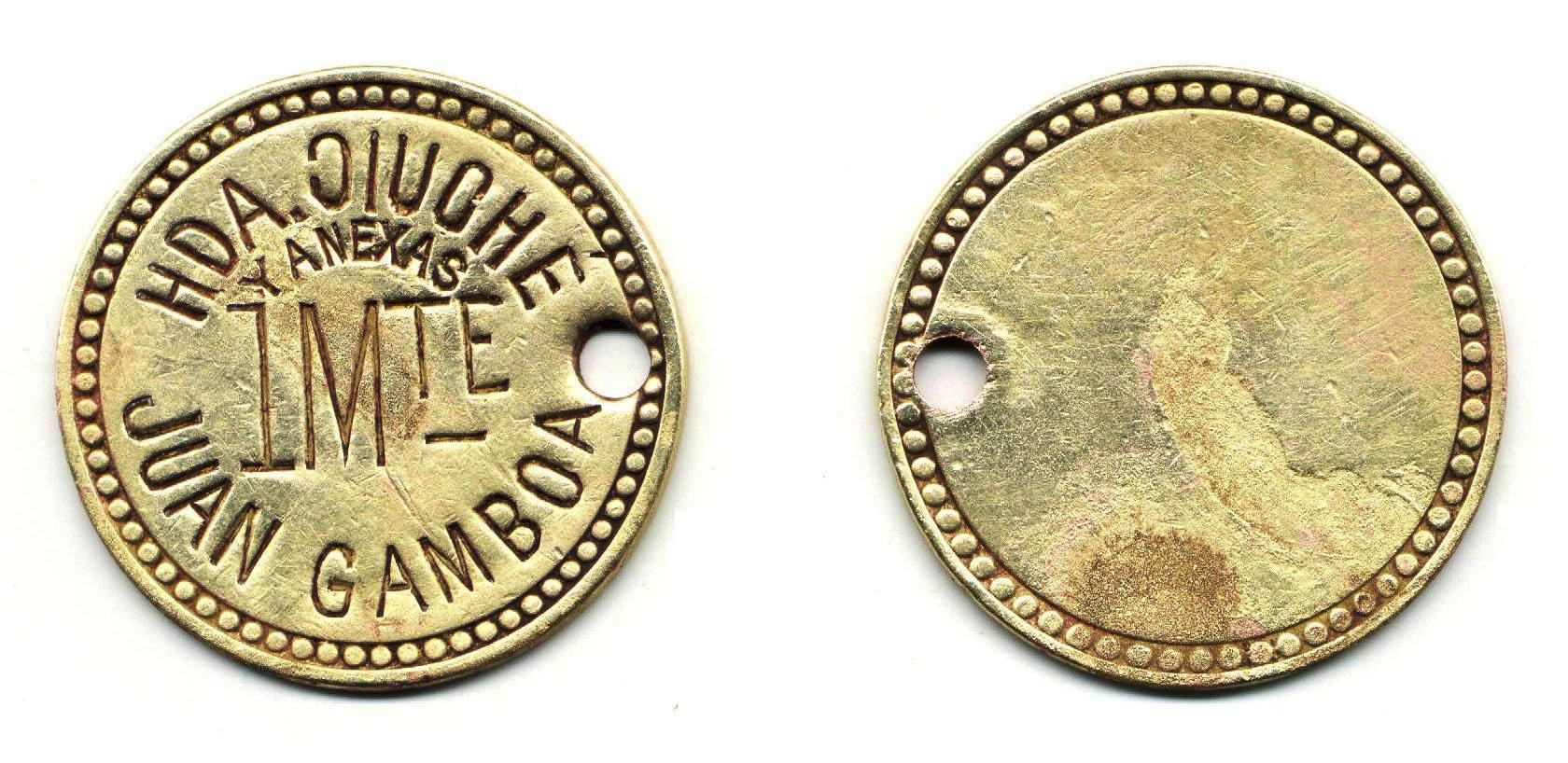
Ficha de hacienda equivalente a 1 mecate de "chapeo" (corte de maleza) expedida en la Hacienda Dziuché a finales del.

En México, al igual que en otras partes del mundo, las tiendas de raya eran propiedad de los patrones y ahí expendían comestibles, aguardiente, ropa y calzado de mediana calidad. El pago a los trabajadores se hacía mediante vales o fichas ("monedas" acuñadas por la fábrica o hacienda) que sólo se podían canjear en la tienda de raya del patrón, quien recuperaba todo el dinero erogado en pagar los sueldos ya que por lo general revendía los productos a un precio más alto. Cuando al trabajador —que recibía un estipendio muy bajo por jornadas exhaustivas— no le alcanzaba para pagar los productos que permitieran su subsistencia y la de su familia, se veía obligado a comprar a crédito con un interés elevado y así adquiría una deuda que, si en vida no la pagaba, era heredada a su descendencia o a otros familiares, dando lugar a la servidumbre por deudas.
El trabajador no podía cambiarse de hacienda o fábrica sin antes saldar la deuda y si llegaba a escapar era perseguido por la policía para llevarlo de regreso.
Otro abuso frecuente de los patrones era causado por el analfabetismo de los trabajadores, que eran engañados al momento del pago de salarios y el cobro de deudas.
Desde las primeras insurrecciones obreras y campesinas de la revolución promovida por el Partido Liberal Mexicano, el saqueo y la destrucción de la tienda de raya era obligatorio. Cuando el levantamiento armado se generaliza en la Revolución mexicana de 1910 el odio acumulado tras años de explotación se dirigía, principalmente, a las tiendas de raya y sus administradores.
En 1915, por orden de Venustiano Carranza se eliminaron de todo el país.

## Usos
Cobrar un sueldo en la tienda de raya, se decía "rayar"; a principios del siglo XXI, en México los obreros aún suelen emplear el término como sinónimo del cobro de salario, aun cuando sean o no 
analfabetos.